# Festa de São João em Braga

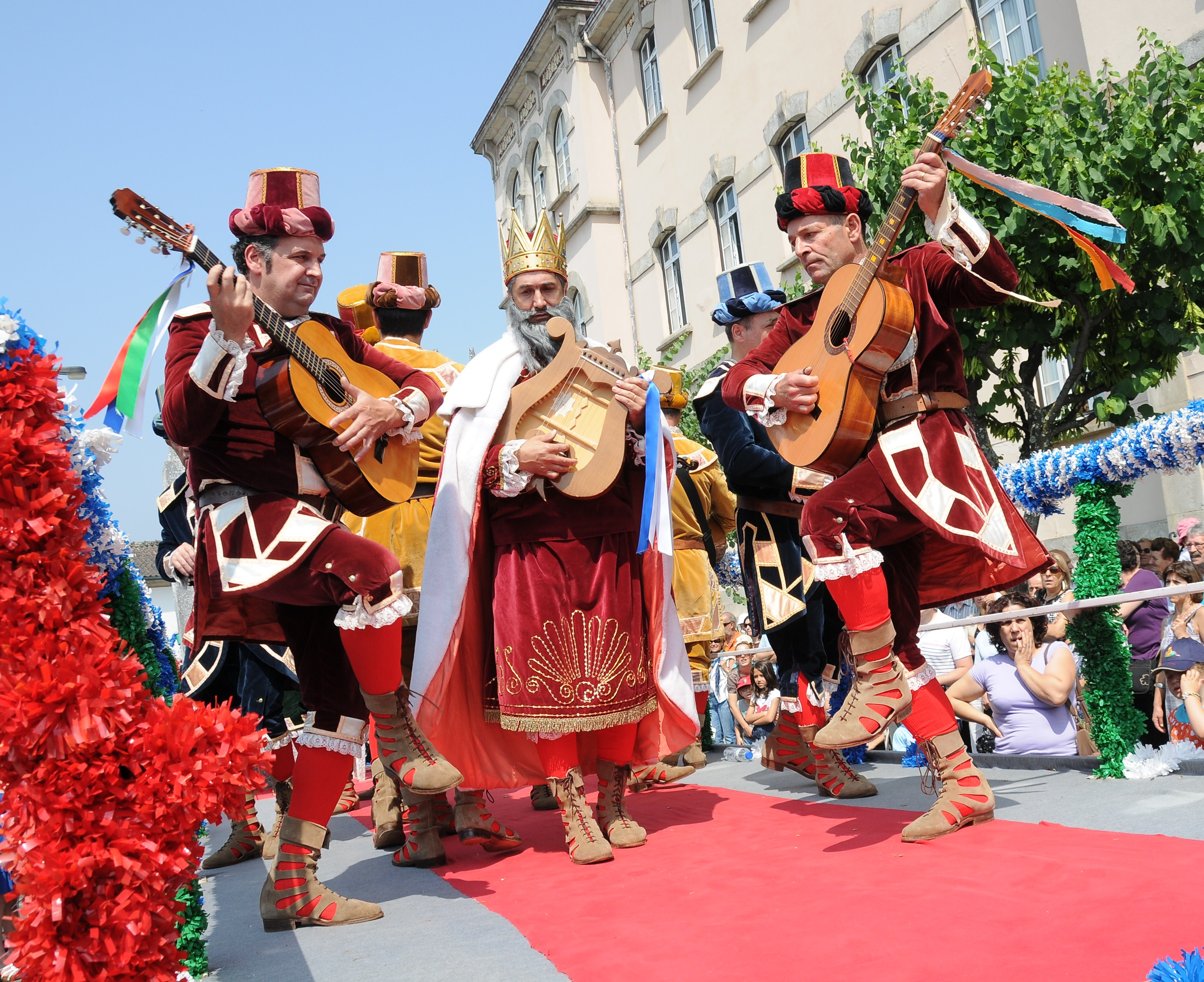
Dança do Rei David, no dia de São João.

O São João de Braga é uma festa popular, que tem lugar no mês de Junho em Braga, Portugal, que celebra o nascimento de São João Batista. O culminar da festa é na noite de 23 para 24 de Junho.
Um dos pontos centrais é em torno da Capela de S. João da Ponte, edificada no século XVI a mando de D. Diogo de Sousa. Apesar dos mais antigos documentos datarem do século XIV é provável que estes festejos tenham origem prévia, a partir do culto patronal da igreja de São João do Souto.
A cidade é extensamente decorada, desde as mais importantes ruas do centro histórico, passando pela principal artéria da cidade, a Avenida da Liberdade, e culminando no parque da Ponte.
Na noite de S. João milhares de pessoas ocupam as ruas da cidade com martelinhos e o alho porro. O rio Este, quando cruzado pela Avenida da Liberdade, serve de palco a tradicionais quadros bíblicos referentes a São João Batista. De um dos lados da ponte está representado o baptismo de Cristo e do outro lado S. Cristóvão, com o menino Jesus aos ombros, sobre as águas do rio Este.

## As rusgas
As romarias foram e são vividas de forma intensa pelo povo, e nas tradicionais festas de S.João de Braga participavam não só as pessoas que viviam na cidade mas também os habitantes das zonas rurais do concelho de Braga. Assim na madrugada do dia 23 de Junho, em todas as aldeias, reunia-se um grupo de pessoas preparando-se para se pôr a caminho do arraial de S.João da Ponte. Viajavam a pé, carregados com o seu “farnel” e pelo caminho tocavam concertina e cavaquinhos e cantavam as tradicionais quadras alusivas ao S. João. 
Quando ao cair da noite atingiam Braga, transformavam a cidade numa típica aldeia minhota. Os diversos grupos de romeiros chegados das aldeias juntavam-se e ao inicio da noite iam em cortejo até ao parque da Ponte, sempre cantando e dançando, onde se juntavam à multidão e gozavam o dia mais esperado do ano. 
Tentando reviver este ambiente, realiza-se actualmente o Cortejo das Rusgas na noite de S.João juntando diversos ranchos e tocatas, para além das filarmónicas, a caminho do arraial de S.João da Ponte.